# Lenomys meyeri
Lenomys meyeri је врста глодара из породице мишева (Muridae).

## Распрострањење
Ареал врсте је ограничен на једну државу: Индонезију.

## Станиште
Станиште врсте су шуме.

## Угроженост
Ова врста није угрожена, и наведена је као последња брига јер има широко распрострањење.